# Miklós Holop
Miklós Holop (Boedapest, 2 februari 1925 - 13 november 2017) was een Hongaars waterpolospeler.
Miklós Holop nam als waterpoloër eenmaal deel aan de Olympische Spelen in 1948. Tijdens het toernooi speelde hij alle zeven de wedstrijden. Hij veroverde een zilveren medaille.
In de competitie kwam Holop uit voor Muegyetemi Atlétikai és Futball Club (MAFC).
Jenő Brandi · 
Oszkár Csuvik · 
Dezső Fábián · 
Dezső Gyarmati · 
Endre Győrfi · 
Miklós Holop · 
László Jeney · 
Dezső Lemhényi · 
Pál Pók · 
Károly Szittya · 
István Szívós sr.